# Washington-monumentet
Washington-monumentet er en stor obelisk rejst til ære for USA's første præsident, George Washington, som gjorde USA uafhængigt af briterne. Den er rejst i den vestlige ende af National Mall i USA's hovedstad, Washington D.C.. Washington-monumentet blev designet af arkitekten Robert Mills i 1840'erne. Man påbegyndte bygningen af monumentet i 1848, men det stod imidlertid først færdigt i 1884, omtrent tredive år efter arkitektens død. Obelisken er lavet af marmor, granit og sandsten.
Washington-monumentet er 169 meter højt. I en årrække var det verdens højeste bygningsværk. Dette er med til at gøre det til en turistattraktion. Monumentet åbnede for offentligheden den 9. oktober 1888.